# Estran
Estran ist ein polycyclischer aliphatischer Kohlenwasserstoff und gehört zu den Grundkörpern der Steroide, den Steranen. Es besteht aus einem tetracyclischen Grundgerüst mit drei anellierten Cyclohexanringen und einem anellierten Cyclopentanring. Es unterscheidet sich vom Gonan durch eine zusätzliche Methylgruppe.
Von Estran leiten sich die weiblichen Sexualhormone (Estrogene) ab. Beispiele sind Estron und Estradiol.

## Isomere
Die beiden Cyclohexan-Ringe A und B können analog dem Dekalin cis- oder trans-verknüpft sein, so dass sich die Konfigurationsisomere 5α-Estran und 5β-Estran ergeben.
| Konfigurationsisomere von Androsteran | Konfigurationsisomere von Androsteran |
| ------------------------------------- | ------------------------------------- |
|                                       |                                       |
| 5α-Estran                             | 5β-Estran                             |
Die physiologisch wirksamen Estran-Derivate sind im Ring A dreifach ungesättigt.